# 平海呉氏
平海呉氏（ピョンヘオし、朝鮮語: 평해오씨）は、朝鮮の氏族の一つ。本貫は慶尚北道蔚珍郡である。2015年の調査では、1,816人である。
始祖は新羅智証王時代に中国から新羅に渡来した呉瞻の24代子孫で中書門下省参知政事を務めた呉賢輔の子孫の呉克中である。

## 集姓村
- 全羅南道康津郡大口面
- 全羅南道海南郡県山面古県里
- 全羅南道海南郡玉泉面鳳凰里[2]